# 前川剛
前川剛（1960年7月29日—），日本漫畫家。北海道旭川市出身。代表作為《鐵拳小子》系列與《撞球高手》。
- 1987年，以《鐵拳小子》獲得講談社漫畫賞少年部門[需要解释]。

## 作品
- 《鐵拳小子》系列

1. 鐵拳小子、全35冊、文庫版全18冊、原名《鉄拳チンミ》
2. 新鐵拳小子、全20冊、文庫版全10冊、原名
3. 鐵拳小子外傳、4冊待續、原名
4. 鐵拳小子Legends、28冊待續、原名

- 撞球高手、全16冊（東立版總集篇全9冊）、原名《ブレイクショット（日语：ブレイクショット (漫画)）》
- A.S 野性第六感、全3冊、原名

以下疑似未有中文版
- 原名、全3冊
- 原名、全2冊
- 原名、全3冊
- 原名、全1冊
- 原名、全4冊

## 外部連結
- （日語）前川たけし公式ホームページ （页面存档备份，存于）
- （日語）[永久] - 講談社
- （日語）
- 博客來網路書店 - 目前您搜尋的關鍵字為: 前川剛